# Tzvelevopyrethrum walteri
Tzvelevopyrethrum walteri, biljna vrsta porodice Asteraceae, razred Magnoliopsida, raširen po Iranu u Turkmenistanu; sinonim joj je Chrysanthemum walteri.

## Sinonimi
- Chrysanthemum walteri C.Winkl.
- Pyrethrum walteri O.Fedtsch. & B.Fedtsch.
- Tanacetum walteri (C.Winkl.) Tzvelev